# 러브 인 포티 데이즈
《러브 인 포티 데이즈》(영어: Love in 40 Days)는 2022년 방영된 필리핀의 텔레비전 드라마이다.